# Hamilton (villa)
Hamilton es una villa ubicada en el condado de Madison en el estado estadounidense de Nueva York. En el año 2000 tenía una población de 3,509 habitantes y una densidad poblacional de 576.1 personas por km².

## Geografía
Hamilton se encuentra ubicada en las coordenadas 42°49′32″N 75°32′41″O / 42.82556, -75.54472.

## Demografía
Según la Oficina del Censo en 2000 los ingresos medios por hogar en la localidad eran de $36,583, y los ingresos medios por familia eran $68,864. Los hombres tenían unos ingresos medios de $41,000 frente a los $33,750 para las mujeres. La renta per cápita para la localidad era de $13,203. Alrededor del 18.5% de la población estaban por debajo del umbral de pobreza.